# Jaadar
Jaadar är en ort i Marocko, en förort till Nador. Den ligger i provinsen Nador och regionen Oriental, 400 km öster om huvudstaden Rabat. Vid folkräkningen 2004 räknades orten som stad i landskommunen Bni Bouifrour och hade då 9 497 invånare.